# Albizia inundata
Albizia inundata là một loài thực vật có hoa trong họ Đậu. Loài này được (Mart.) Barneby & J.W.Grimes miêu tả khoa học đầu tiên.